# Christine Lahti
Christine Ann Lahti, född 4 april 1950 i Birmingham i Michigan, är en amerikansk skådespelare och regissör, i Sverige troligen mest känd från tv-serien Chicago Hope.

## Biografi
Christine Lahti fick sitt genombrott i filmen ...och rättvisa för alla från 1979, i vilken hon spelade mot Al Pacino. År 1984 nominerades hon till en Oscar för bästa kvinnliga biroll för filmen Tjejen som jobbade skift. Hon debuterade som långfilmsregissör med filmen My First Mister 2001, med Leelee Sobieski och Albert Brooks i huvudrollerna.
Christine Lahti har vunnit en rad priser för sina insatser som skådespelare, bland annat en Emmy och två Golden Globe för sin roll som doktor Kate Austin i TV-serien Chicago Hope. År 1996 tilldelades Lahti en Oscarsstatyett för kortfilmen Lieberman in Love som hon regisserat och spelade huvudrollen i. 

## Filmografi i urval
- 1979 – ...och rättvisa åt alla
- 1984 – Tjejen som jobbade skift
- 1988 – Flykt utan mål
- 1994 – Chicago Hope (TV-serie)
- 2001 – My First Mister
- 2015 – Grace and Frankie (TV-serie) (ett avsnitt)

## Teater

### Roller
| År   | Roll          | Produktion                      | Regi            | Teater                           |
| ---- | ------------- | ------------------------------- | --------------- | -------------------------------- |
| 1984 | Georgie Elgin | The Country Girl Clifford Odets | Richard Thomsen | Chelsea Playhouse, New York, USA |